# Faith Cherotich
Faith Cherotich (* 13. Juli 2004 im Kericho District) ist eine kenianische Leichtathletin, die sich auf den Hindernislauf spezialisiert hat.

## Sportliche Laufbahn
Erste internationale Erfahrungen sammelte Faith Cherotich im Jahr 2021, als sie bei den U20-Weltmeisterschaften in Nairobi in 9:44,76 min die Bronzemedaille über 3000 m Hindernis gewann. Im Jahr darauf siegte sie in 9:16,14 min bei den U20-Weltmeisterschaften in Cali und anschließend wurde sie bei Weltklasse Zürich in 9:06,1 min Dritte. Bei den Crosslauf-Weltmeisterschaften 2023 in Bathurst lief sie nach 21:10 min auf dem vierten Platz im U20-Rennen ein und sicherte sich in der Teamwertung die Silbermedaille. Im Mai wurde sie bei der Doha Diamond League in 9:06,43 min Dritte und gewann dann bei den Weltmeisterschaften in Budapest in 9:00,69 min die Bronzemedaille hinter der Bahrainerin Winfred Mutile Yavi und ihrer Landsfrau Beatrice Chepkoech. Anschließend wurde sie bei Weltklasse Zürich und beim Prefontaine Classic jeweils Dritte. Im Jahr darauf wurde sie bei der Xiamen Diamond League in 9:05,49 min Zweite und beim Prefontaine Classic gelangte sie mit 9:04,45 min auf Rang drei. Im August gewann sie dann bei den Olympischen Sommerspielen in Paris in 8:55,15 min im Finale die Bronzemedaille hinter der Bahrainerin Yavi und Peruth Chemutai aus Uganda. Daraufhin wurde sie bei der Golden Gala in 8:57,65 min Dritte und siegte in 9:02,36 min beim Memorial Van Damme und sicherte sich damit die Gesamtwertung in der Diamond League.

## Persönliche Bestzeiten
- 1500 Meter: 4:11,81 min, 11. September 2022 in Zagreb
- Meile: 4:28,97 min, 11. September 2022 in Zagreb
- 5000 Meter: 15:03,78 min, 27. April 2024 in Suzhou
- 3000 m Hindernis: 8:55,15 min, 6. August 2024 in Paris